# Angelina Kanana
Angelina Kanana (* 16. Dezember 1965) ist eine ehemalige kenianische Langstreckenläuferin, die in den 1990er Jahren insbesondere in Deutschland bei Straßenläufen erfolgreich war.
Sie gewann 1994 den Hamburg-Marathon, ebenso 1995 in ihrer persönlichen Bestzeit von 2:27:24. Im selben Jahr musste sie sich beim Berlin-Marathon nur Uta Pippig geschlagen geben.
1997 gewann sie die Premiere des Köln-Marathons. Dort erinnert man sich nicht nur wegen ihres damaligen Streckenrekords von 2:27:27 h an sie, sondern auch wegen ihres Kommentars zu dem Ford Mondeo, der ihr als Siegprämie präsentiert wurde: „Was soll ich mit einem Auto? Gebt mir lieber einen Traktor.“
Im Jahr darauf feierte sie mit ihrem Sieg beim Frankfurt-Marathon ihren letzten großen Erfolg.